# 메이시 그레이
메이시 그레이(Macy Gray, 1969년 9월 6일 ~ )는 미국의 가수이자 배우이다.